# Санді Тауншип (округ Клірфілд, Пенсільванія)
Санді Тауншип (англ. Sandy Township) — селище (англ. township) в США, в окрузі Клірфілд штату Пенсільванія. Населення — 11 848 осіб (2020).

## Демографія
Згідно з переписом 2010 року, у селищі мешкало 10 625 осіб у 4241 домогосподарстві у складі 3031 родини. Було 5058 помешкань
Расовий склад населення:
| - 97,6 % — білих - 1,0 % — азіатів - 0,3 % — чорних або афроамериканців |

До двох чи більше рас належало 0,9 %. Частка іспаномовних становила 0,8 % від усіх жителів.
За віковим діапазоном населення розподілялося таким чином: 20,6 % — особи молодші 18 років, 58,6 % — особи у віці 18—64 років, 20,8 % — особи у віці 65 років та старші. Медіана віку мешканця становила 46,4 року. На 100 осіб жіночої статі у селищі припадало 94,9 чоловіків;  на 100 жінок у віці від 18 років та старших — 92,3 чоловіків також старших 18 років.
Середній дохід на одне домашнє господарство  становив 60 811 долар США (медіана — 49 667), а середній дохід на одну сім'ю — 68 931 долар (медіана — 59 338). Медіана доходів становила 50 031 долар для чоловіків та 29 071 долар для жінок. За межею бідності перебувало 8,4 % осіб, у тому числі 13,4 % дітей у віці до 18 років та 2,7 % осіб у віці 65 років та старших.
Цивільне працевлаштоване населення становило 4771 особа. Основні галузі зайнятості: освіта, охорона здоров'я та соціальна допомога — 24,8 %, роздрібна торгівля — 15,4 %, виробництво — 11,0 %, мистецтво, розваги та відпочинок — 9,9 %.